# Abrahamskirche (Welleringhausen)

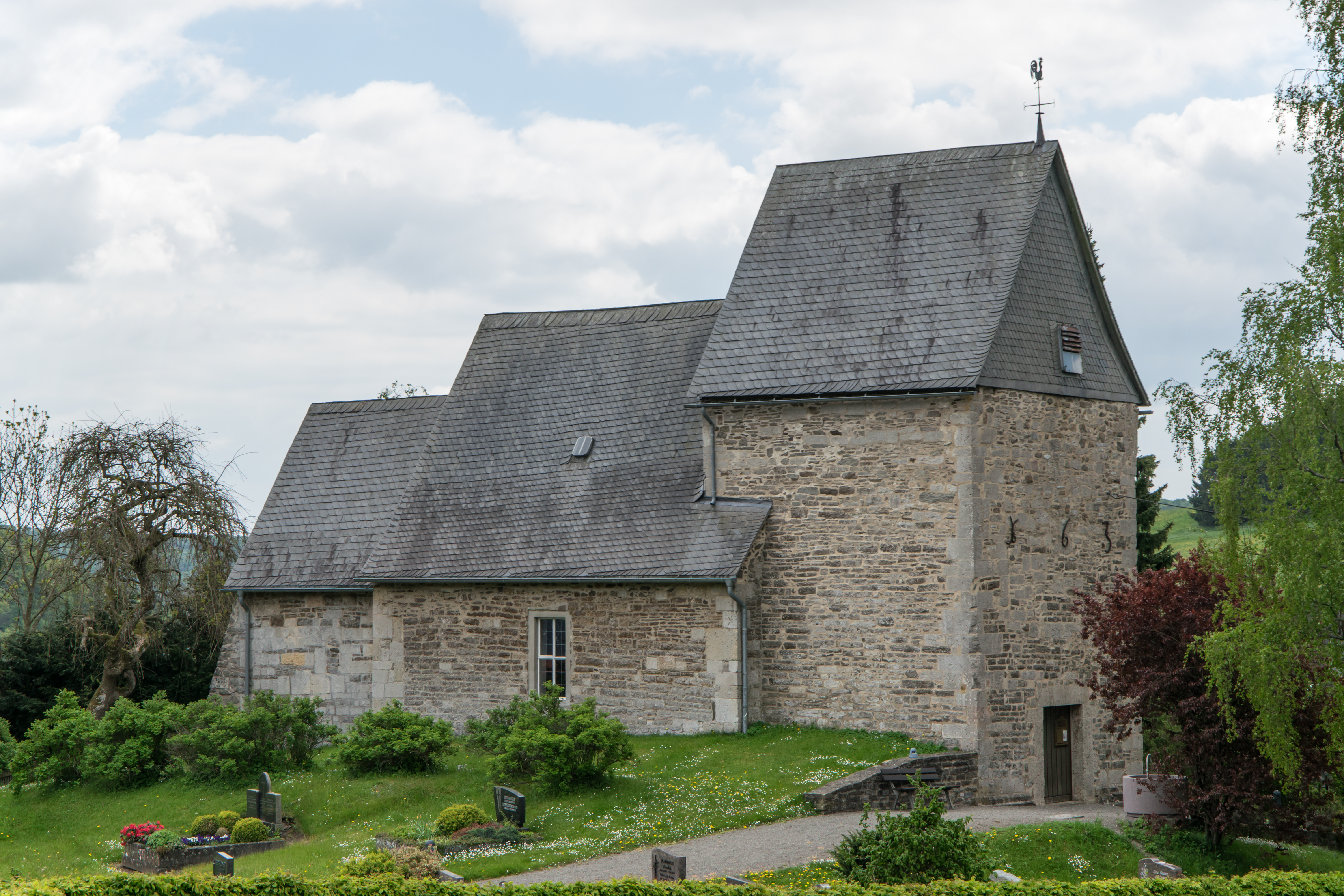
Die romanische Abrahamskirche

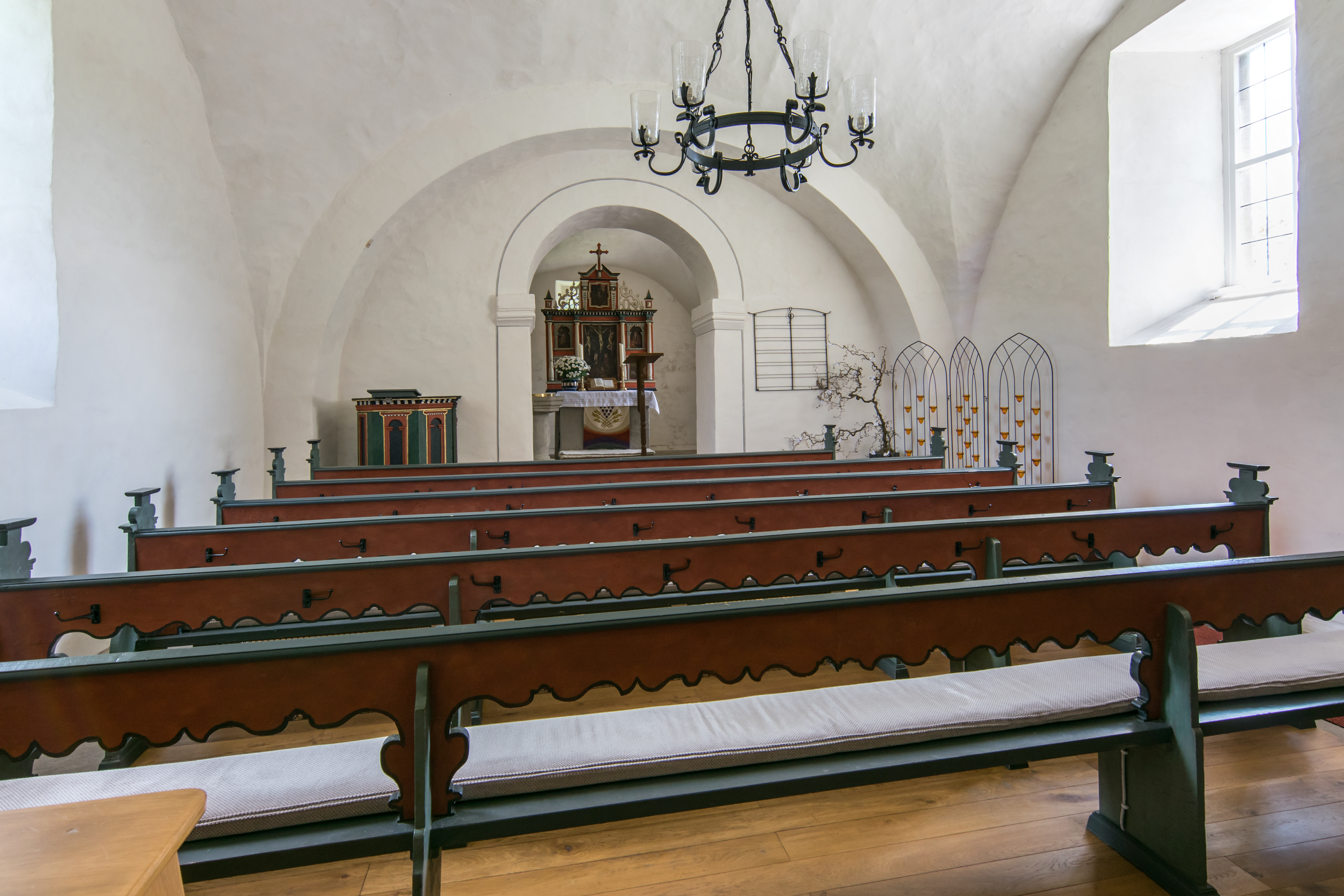
Innenansicht Richtung Altar

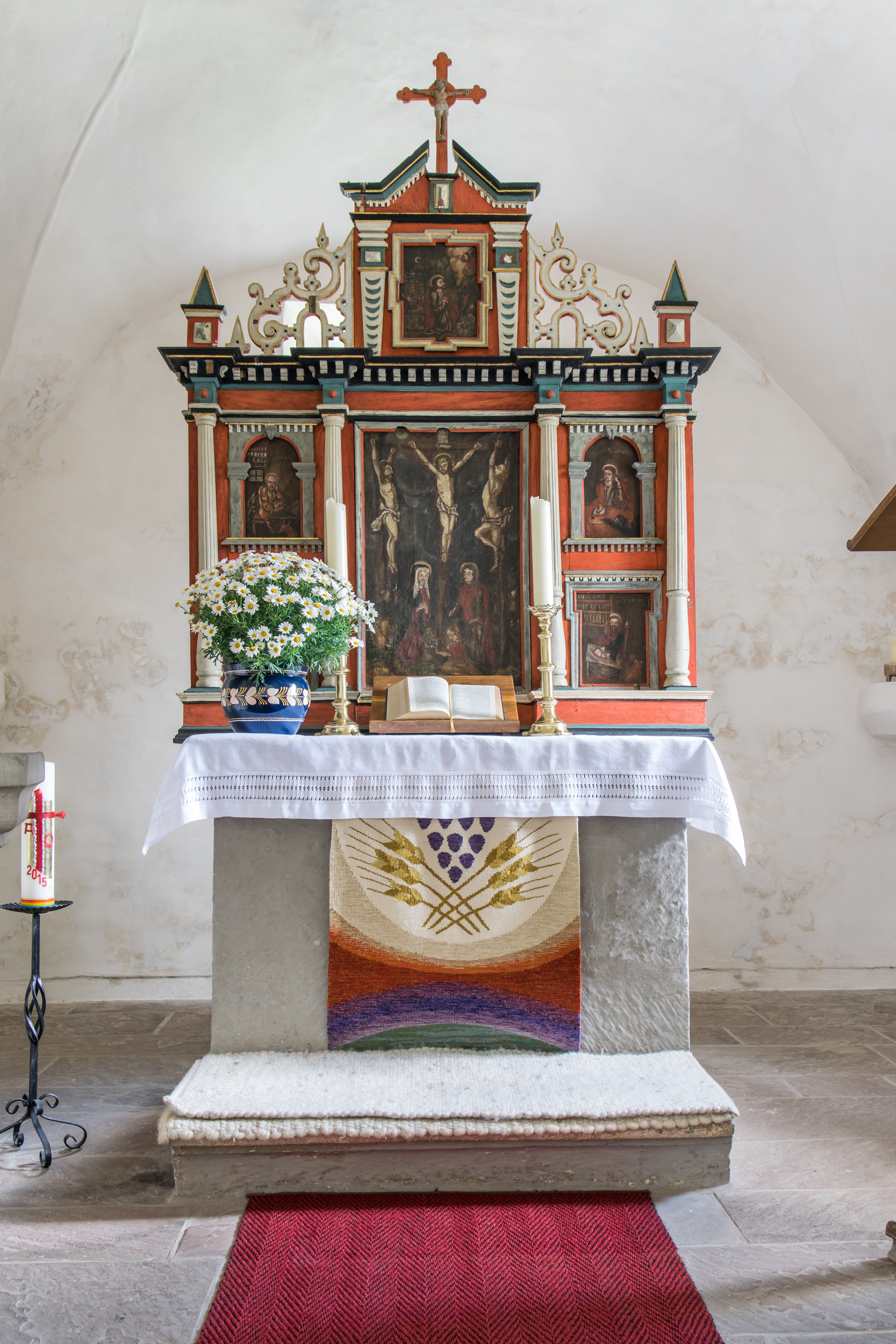
Der Altar der Abrahamskirche

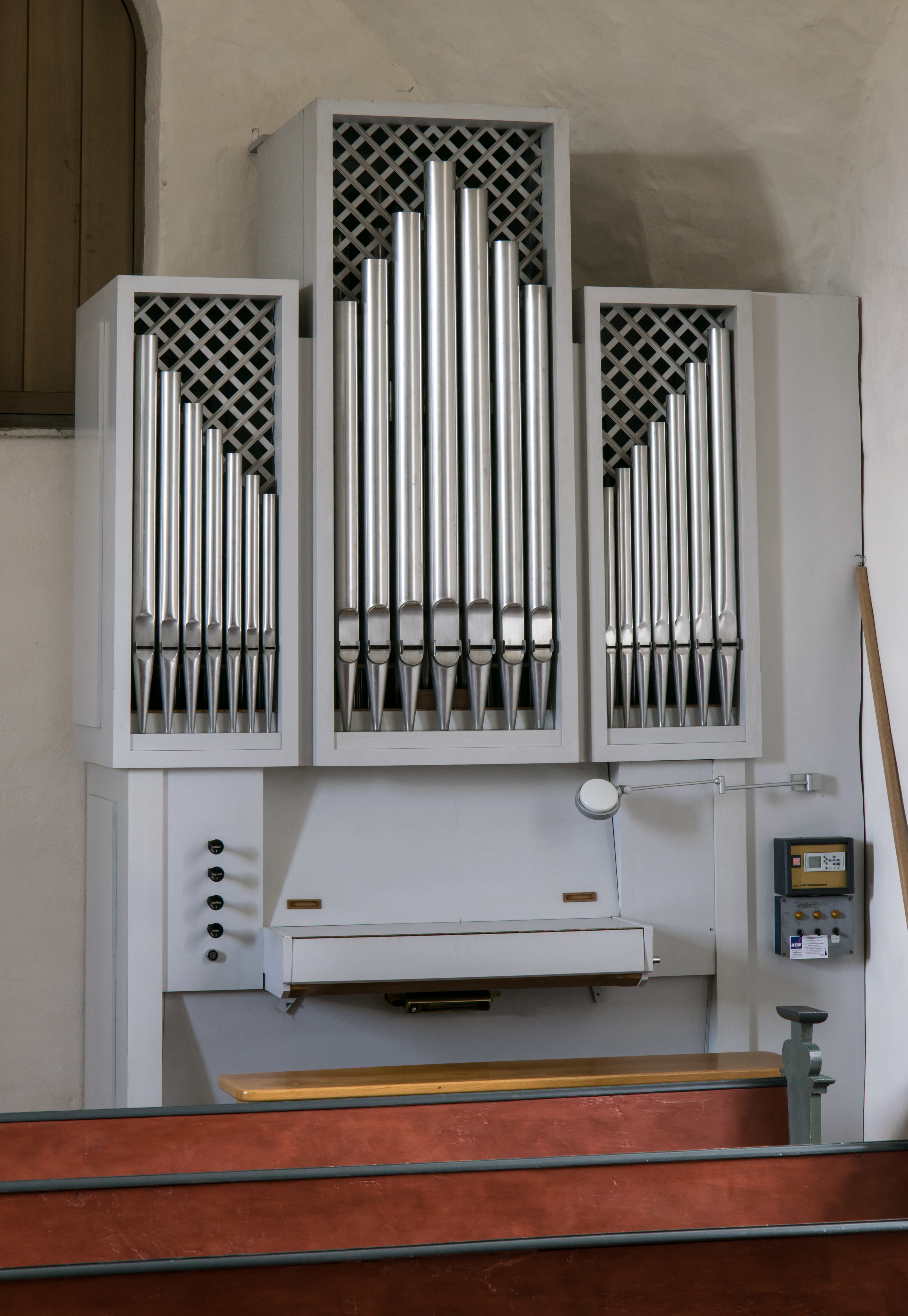
Orgelprospekt

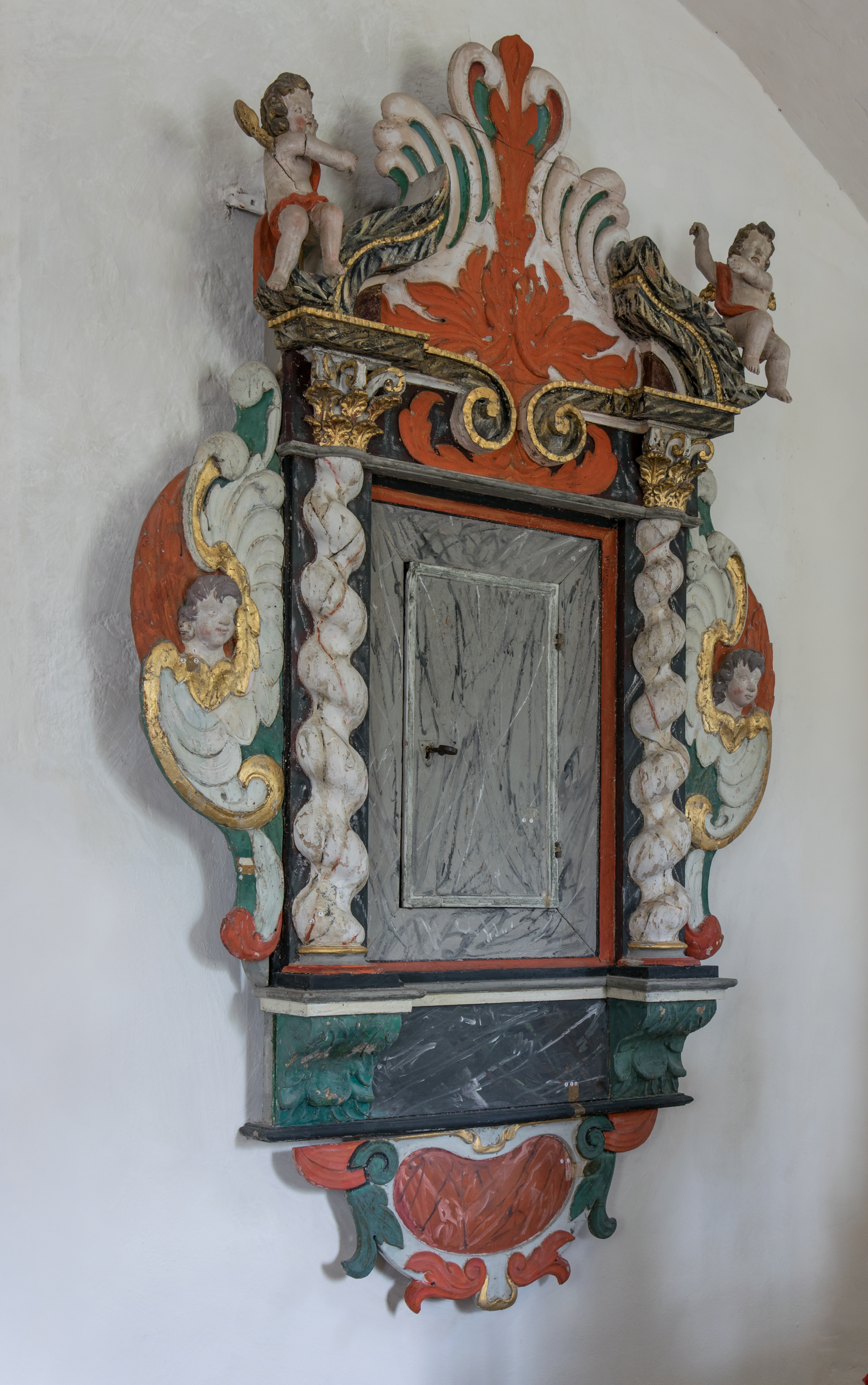
Der reich beschnitzte Wandtabernakel

Die evangelische Abrahamskirche ist ein denkmalgeschütztes Kirchengebäude in Welleringhausen, einem Ortsteil von Willingen im Landkreis Waldeck-Frankenberg, (Hessen). Die ehemalige Wehrkirche steht auf einer Anhöhe über dem Dorf inmitten eines ehemalig befestigten Kirchhofes.

## Geschichte und Architektur
Der einfache romanische Gewölbebau wurde im 12. Jahrhundert errichtet. Der mittelalterliche Dachstuhl ist zum großen Teil erhalten. Das einjochige Schiff steht auf einem fast quadratischen Grundriss, der Chor ist ebenfalls quadratisch. Der kräftige Westturm ist niedrig gehalten und wie die anderen Gebäudeteile mit einem Satteldach gedeckt. Wegen der identischen Dachneigung sind die drei Baukörper optimal aufeinander abgestimmt, die Abstufung erfolgt von Westen (Turm) nach Osten (Chor). Das romanische Fenster an der Nordseite des Chores ist vermauert, die Wände an der Süd- und Ostseite sind durch kleine Maßwerkfenster im spätgotischen Stil gegliedert. Die schweren Hängekuppeln im Innenraum bewirken gedrückte Verhältnisse des Raumes. Der Triumphbogen ist auffällig eng gehalten, solch enge Bögen gab es einige bei romanischen Dorfkirchen im Raum Waldeck. 
Von dem ehemals befestigten Kirchhof, auf dem die Kirche steht, sind noch Reste von Torpfosten erhalten, vermutlich gehörten sie zu der ehemaligen Wehranlage. Einige Grabstelen des 18. und 19. Jahrhunderts sind ebenfalls zu sehen.

## Ausstattung
- Der Altaraufsatz ist eine Arbeit vom Anfang des 17. Jahrhunderts, im Schrein ist eine gemalte Darstellung der Kreuzigung zu sehen. Die daneben dargestellten und durch schmale Säulen abgetrennten Evangelisten sind ebenfalls gemalt. Der Auszug zeigt unter einem geschnitzten Kruzifix den Ölberg.
- Der Taufstein wurde 1662 angefertigt.
- Die Kanzel stammt aus der zweiten Hälfte des 17. Jahrhunderts.
- Das beschnitzte Gestühl trägt die Bezeichnung „1675“.
- Der Wandtabernakel aus der Zeit um 1700 ist reich umrahmt und mit geschnitzten Engeln verziert.
- Die Kirchentür aus der Zeit um 1702 ist eine Arbeit des Josias Wolrat Brützel.[5]
- Die Bronzeglocke wurde vermutlich im 14. Jahrhundert gegossen; sie ist 66 cm hoch, der Durchmesser beträgt 58 cm. Die schlecht lesbare lateinische Inschrift bedeutet wohl übersetzt: Die göttliche Stimme erklingt, damit niemand die Hoffnung aufgibt. Wegen eines Risses wurde die Glocke 1982 in Nördlingen geschweißt.[6]
- Die Orgel mit vier Registern auf einem Manual und angehängtem Pedal hat folgende Disposition:
Gedackt 8', Prinzipal 4', Rohrflöte 4', Oktave 2'. Sie wurde 2011 von Judith B. Mendel Koch gereinigt und teilweise umintoniert.

## Renovierungen
Im 20. Jahrhundert erfolgten drei Renovierungen, bei den Arbeiten in den Jahren 1927 und 1963 wurden der Innenraum gestrichen sowie Schnitzereien und der Altaraufsatz restauriert. 1963 erhielt die Anordnung des Kirchengestühls durch die Entfernung des Mittelganges ein neues Bild. Die Kindertotenkränze wurden entfernt und sind zum Teil im Wolfgang-Bonhage-Museum Korbach zu sehen. Die Empore oberhalb der Orgel diente einst als Zugang zum Turm; sie wurde abgebaut. Die Schaffung eines Zugangs zur im Turm befindlichen Sargkammer verursachte Risse im Mauerwerk, 1997 konnten diese Schäden behoben werden.